# Hof Sonnentau

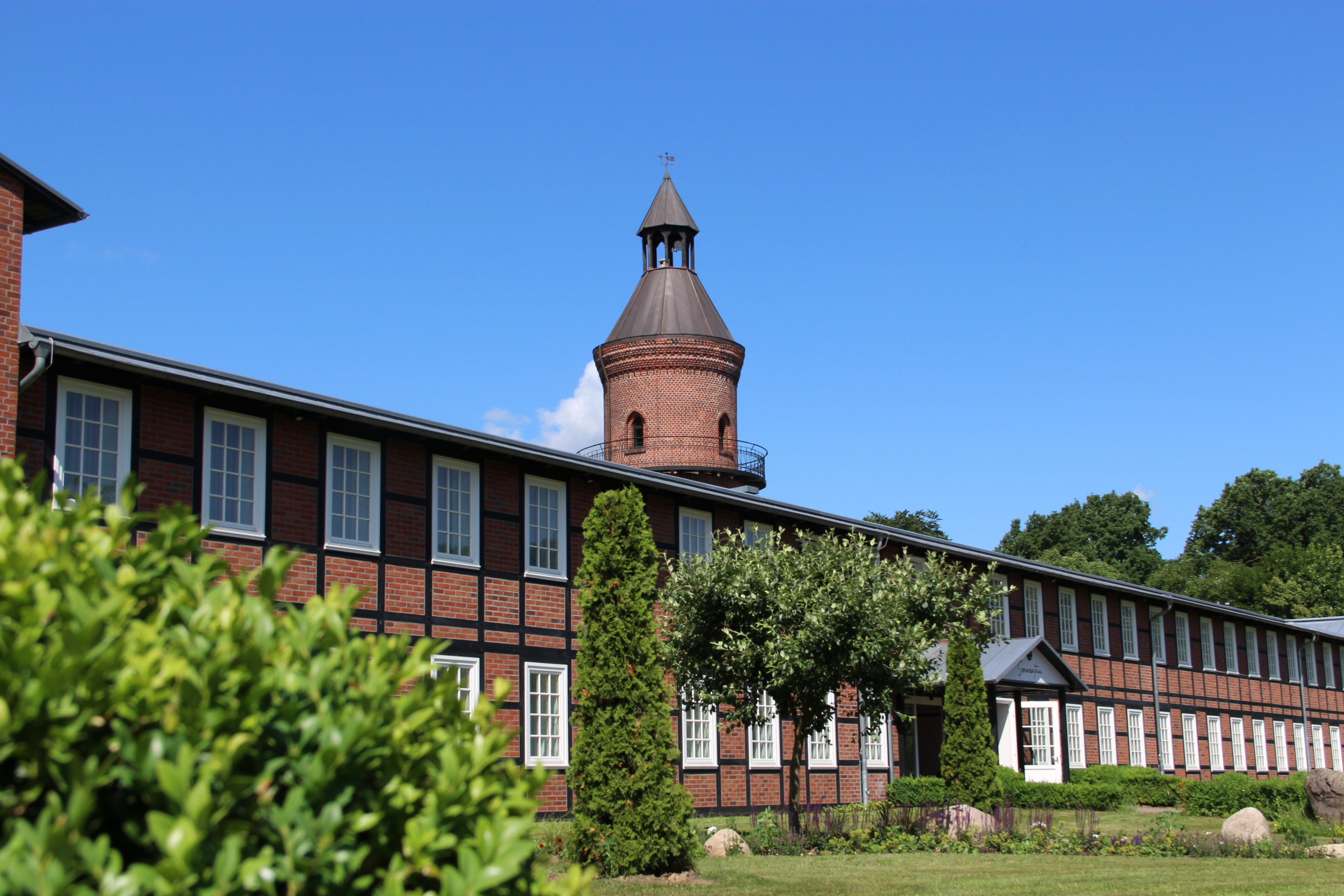
Hof Sonnentau

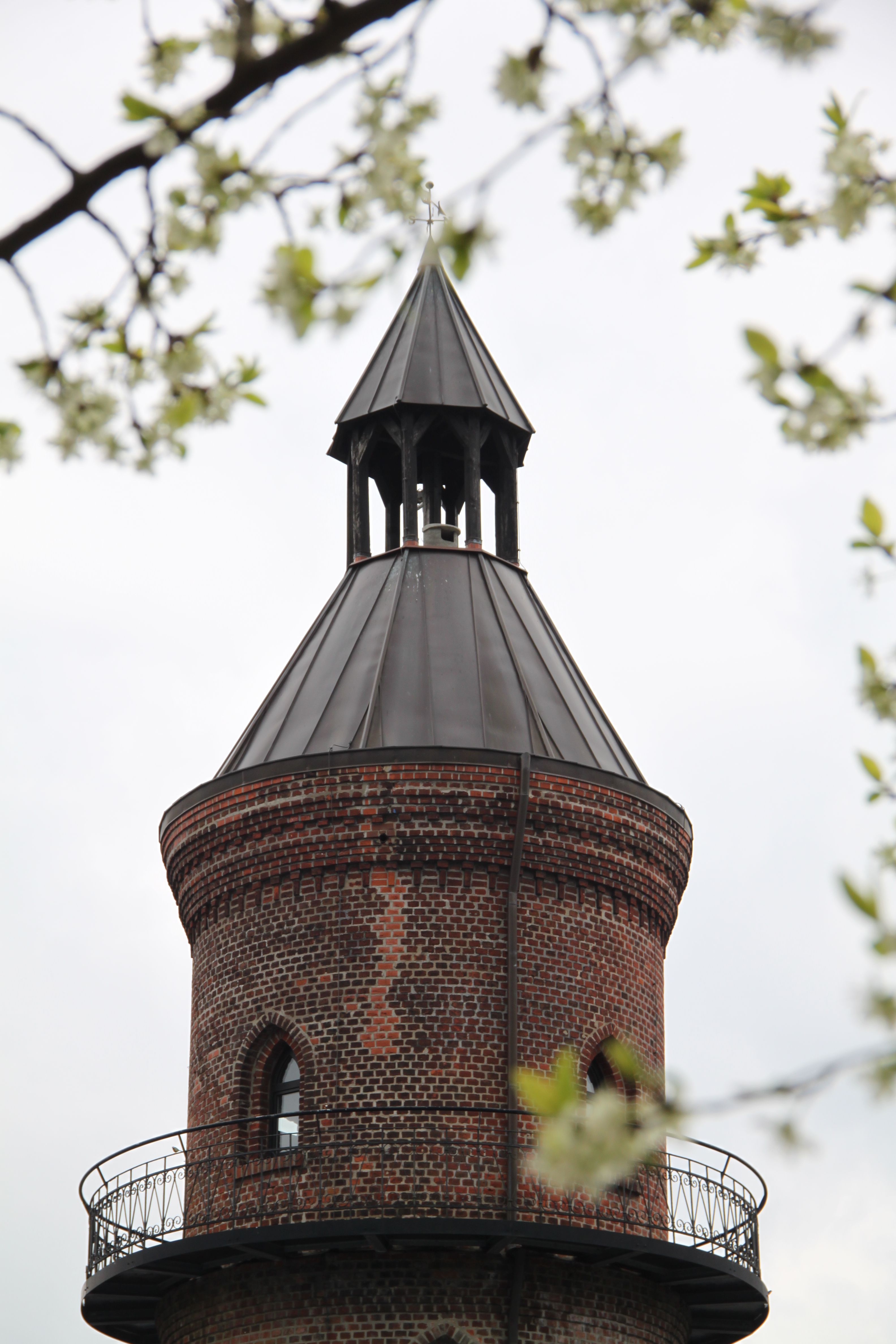
Historischer Wasserturm

Der Hof Sonnentau ist ein historisches Anwesen in Visselhövede in Niedersachsen. Im Jahr 1889 wurde der Hof als Honig- und Wachswerk von Heinrich Winkelmann gegründet. Seit 2006 befindet sich in den Gebäuden ein Hotel.

## Geografie
Der Hof Sonnentau befindet sich in Visselhövede, einer Kleinstadt im Landkreis Rotenburg (Wümme). Die Stadt liegt am Westrand der Lüneburger Heide und befindet sich im Städte-Dreieck Bremen-Hamburg-Hannover. Die Region ist vorwiegend landwirtschaftlich geprägt.

## Geschichte
Die Ursprünge des Hof Sonnentau reichen zurück in das Jahr 1889, als Heinrich Winkelmann die Norddeutsche Honig- und Wachswerk GmbH gründete. In den Jahren 1896 bis 1900 wurde der konische Wasserturm erbaut, um die Fabrik mit Wasser zu versorgen. Nach einer kurzen Stilllegung in den Jahren 1945 bis 1948 erlebte der Betrieb eine Neuausrichtung mit dem Import von Honig aus Ländern wie Mexiko, Argentinien, Kanada und Ungarn. 1948 begann die Bonbonproduktion als zweites Standbein des Unternehmens.
Die dritte Generation der Familie Winkelmann übernahm 1963 den Betrieb, der daraufhin 1968 den Namen Sonnentau Gebr. Winkelmann KG erhielt. Als in den frühen 1970er Jahren die zentrale Wasserversorgung von Visselhövede aufgebaut wurde, blieb der Wasserturm erhalten, um Wasser für die Gerätekühlung bereitzuhalten. Nach wechselnden Besitzverhältnissen, einschließlich des Verkaufs an Dr. Oetker 1990 und der anschließenden Insolvenz in den 1990er Jahren, übernahm ein leitender Angestellter den Betrieb unter dem Namen Firma Winkelmann Nachfahren Süßwarenfabrik GmbH. 1999 wurde die Produktion von Honig und Bonbons eingestellt und das Grundstück lag bis 2002 brach.
Die ehemalige Süßwarenfabrik Sonnentau stand vor einem möglichen Abriss, um Platz für einen Supermarkt zu schaffen. Der Bau- und Planungsausschuss der Stadt Visselhövede stellte die Weichen für die Änderung von Flächennutzungs- und Bebauungsplan, doch bei einer Abstimmung im Rat wurde beschlossen, diese Pläne nicht weiter zu verfolgen. Der Neustart erfolgte 2002 mit dem Ökolandbauzentrum, das eine  Renovierung und Sanierung der Gebäude initiierte. 2006 eröffnete das Tagungshotel Sonnentau, gefolgt von der Organisation von Veranstaltungen wie der Auftaktveranstaltung der Aktionstage Ökolandbau Niedersachsen 2007. Im Jahr 2021 erwarb die Familie Hoyer das gesamte Areal, führte Sanierungsmaßnahmen durch und eröffnete den Hof Sonnentau als Seminarhotel und Veranstaltungsort. 

## Architektur und Gelände

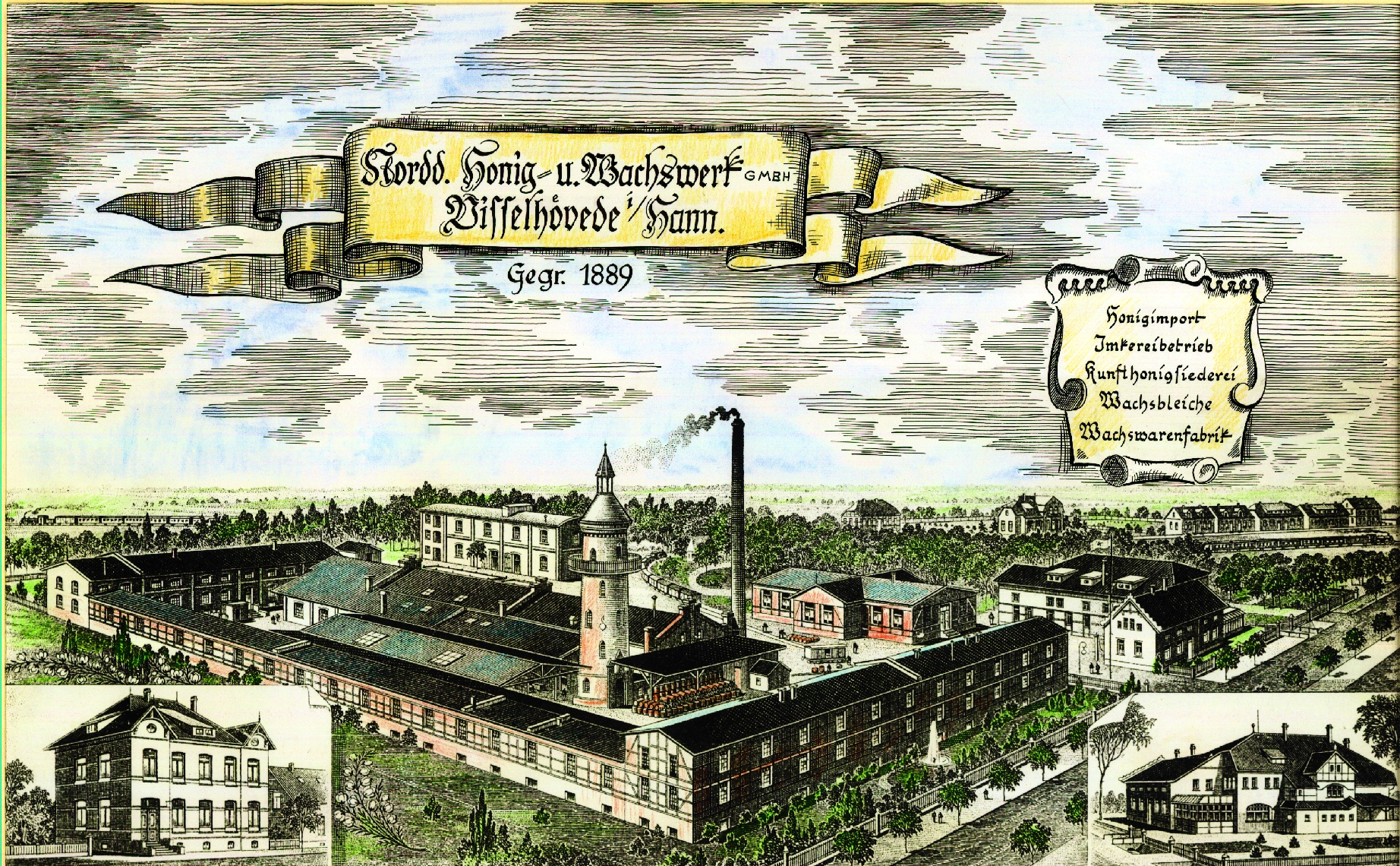
Historische Ansicht des Fabrikgeländes

Der Hof ist ein Dreiflügelbau aus Fachwerk mit Ziegelmauerwerk, zweigeschossig und bildet einen geräumigen Innenhof, in dem sich der Wasserturm aus Ziegelmauerwerk und ein weiterer Ziegelbau, ein historisches Produktionsgebäude aus dem 19. Jahrhundert, befinden. Der 1899 erbaute und denkmalgeschützte Wasserturm wurde nach dem Aus der Fabrik zur Kulisse für Kunstausstellungen, beherbergte ab 2008 das Standesamt Visselhövede und bot einen besonderen Ort für Hochzeiten. Seit 2009 kann der Turm illuminiert werden.
Der angrenzende Park hat eine Fläche von 8000 Quadratmetern.

## Kompetenzzentrum Ökolandbau Niedersachsen
Ein Teil des Sonnentau-Komplexes beherbergt das Kompetenzzentrum Ökolandbau Niedersachsen (KÖN), ein Dienstleistungszentrum für Forschung, Entwicklung und Beratung im Bereich des Ökolandbaus in Niedersachsen. Es wurde 2002 durch eine Initiative des Ökorings und der Verbände der Landesvereinigung Ökologischer Landbau Niedersachsen e. V. (LÖN) ins Leben gerufen. Finanzielle Unterstützung erfährt das KÖN durch das Land Niedersachsen im Rahmen von Projektförderungen.